# Ocyptamus cylindricus
Ocyptamus cylindricus är en tvåvingeart som först beskrevs av Fabricius 1781.  Ocyptamus cylindricus ingår i släktet Ocyptamus och familjen blomflugor. Inga underarter finns listade i Catalogue of Life.